# Lepidium acutidens
Lepidium acutidens là một loài thực vật có hoa trong họ Cải. Loài này được (A. Gray) Howell mô tả khoa học đầu tiên năm 1897.